# محطة قطار بانياس
محطة قطار بانياس هي محطة قطار تقع في شرق مدينة بانياس التابعة لمحافظة طرطوس على الساحل السوري. تكتسب المحطة أهميّة اقتصادية بارزة لدورها الأساسيّ في نقل مشتقّات النفط من مصفاة بانياس وتوزيعها على أنحاء سوريا، فهي وحدها تنقل - على سبيل المثال - نحو 70% من حاجة العاصمة دمشق من الغاز الطبيعي. ينقل القطار الخارج من المحطّة عادة 550 طناً من المشتقات النفطية، وهو مسؤول عن توريد مراكز إدارة عمليات الغاز بعدّة مناطق بالغاز الطبيعي، أبرزها مدينة عدرا في ريف دمشق. تسبَّبت تداعيات الثورة السورية بإيقافات عديدة لقطارات المحطة لأسباب أمنيّة، أدَّت إلى حدوث أزماتٍ في توفير الطّاقة بالمحافظات السورية المختلفة.